# El ball del governador
El ball del governador (títol original: Le Bal du gouverneur) és una pel·lícula francesa dirigida i adaptada per Marie-France Pisier de la seva novel·la homònima publicada l'any 1984, produïda l'any 1988 i estrenada l'any 1990. Ha estat doblada al català.

## Argument
El 1957, mentre Nova Caledònia ha de passar de l'estatut de colònia al de territori d'ultra-mar i ha organitzat l'últim « ball del governador », la jove Thea Forestier (Vanessa Wagner), filla del sotsgovernador Charles Forestier (Didier Flamand) i de la seva esposa Marie (Kristin Scott Thomas), ha de fer front a esdeveniments que la faran passar de l'adolescència a l'edat adulta. Jove patidora, manté relacions amb la seva millor amiga Isabelle (Edwige Navarro) que ella terroritza i el seu jove germà Benoît (Renaud Ménager) que ella martiritza i defensa a la vegada, porta llavors una vida despreocupada en aquesta colònia tropical. Però tot es transforma ràpidament. Els seus pares s'allunyen l'un de l'altre per la relació ambigua que Marie manté amb el Dr. Michel Royan (Laurent Grévill), metge anti-conformista i defensor a la vegada dels canacs i dels obrers de la fàbrica de la Societat « El Nickel ». Però sobretot, s'entera que Isabelle li ha amagat que anava aviat abandonar l'illa pels canvis del seu pare.

## Repartiment
- Vanessa Wagner: Théa Forestal
- Kristin Scott Thomas: Marie Forestal
- Didier Flamenc: Charles Forestal
- Edwige Navarro: Isabelle Demur
- Laurent Grévill: Dr. Michel Royan
- Renaud Ménager: Benoît Forestal
- Jacques Sereys: El governador
- Julien Kouchner: Jean-Baptiste
- Hélène de Sant-Pare: El professor
- Gaëlle Durand: Marianne
- Maïté Nahyr: Mlle Reiche
- Pascal Tjibaou: El nen canac
- Pascal Aubier: El guardià de far

## Al voltant de la pel·lícula
- El film ha en part ha estat rodat:
  - a Nouméa a Nova-Caledònia, on té lloc la intriga,
- però també als Alpes-Marítims 
  - a Antibes i
  - a Niça
- i als estudis de París.